# Васильевка (Верховский район)
Васи́льевка — село в Верховском районе Орловской области. Входит в состав Васильевского сельского поселения.

## География
Село находится в северо-восточной части области на Среднерусской возвышенности.

### Часовой пояс
Село Васильевка, как и вся Орловская область, находится в часовой зоне МСК (московское время). Смещение применяемого времени относительно UTC составляет +3:00.

## Население
| 2002 | 2010 |
| ---- | ---- |
| 109  | ↘85  |

### Национальный состав
Согласно результатам переписи 2002 года, в национальной структуре населения русские составляли 98 % из 109 чел.

## Улицы
В селе имеется одна улица: Победы.